# Frontera entre Croacia y Eslovenia
La frontera entre Croacia y Eslovenia es la frontera internacional entre Eslovenia y Croacia, estados integrados a la Unión Europea y en el espacio Schengen.

## Trazado

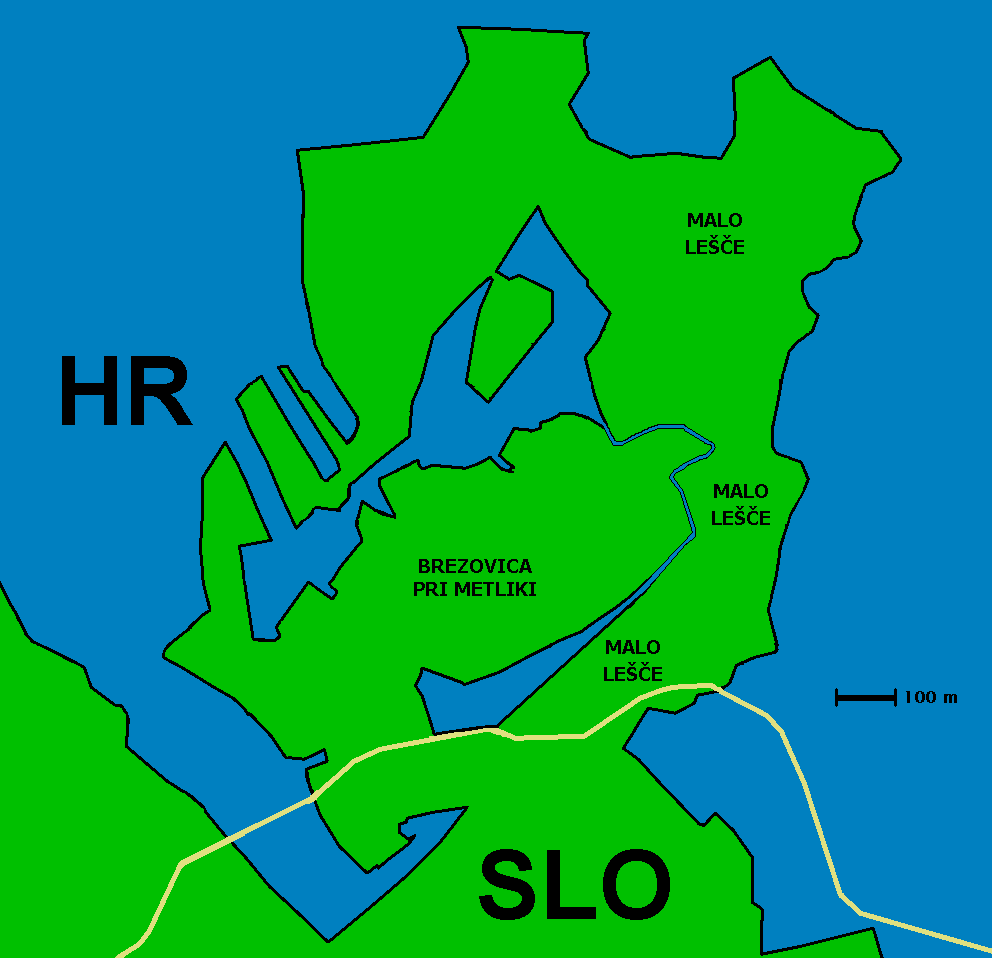
Frontera en la zona cercana a Žumberak.

Empieza al este, junto al puerto esloveno de Koper (Capodistria) en el mar Adriático, a la bahía de Piran y muy próximo a la frontera con Italia, donde desemboca el río Mura. Sigue hacia el oeste por el río Drava hasta las proximidades del meridiano 15 este, donde empieza a seguir la dirección nordeste hasta el trifinio con Hungría. Separa los siete condados croatas norteños, incluido el condado de Zagreb, de las regiones eslovenas de Obala in Kras, Dolenjska in Bala krajina, Savinjska, Pohorge z okoliko y Prekmurje.

## Historia
El territorio de ambos estados se formó como parte del Imperio austrohúngaro hasta que en 1918 entraron a formar parte del Reino de Yugoslavia. Al acabar la Segunda Guerra Mundial ambos serían repúblicas constitutivas de la República Federativa Socialista de Yugoslavia, y sus fronteras eran internas. A raíz de la disolución de Yugoslavia en 1991 ambos estados se independizaron. Desde 2013, con la entrada de Croacia a la Unión Europea es una de las fronteras internas de la Unión Europea.

## Conflictos

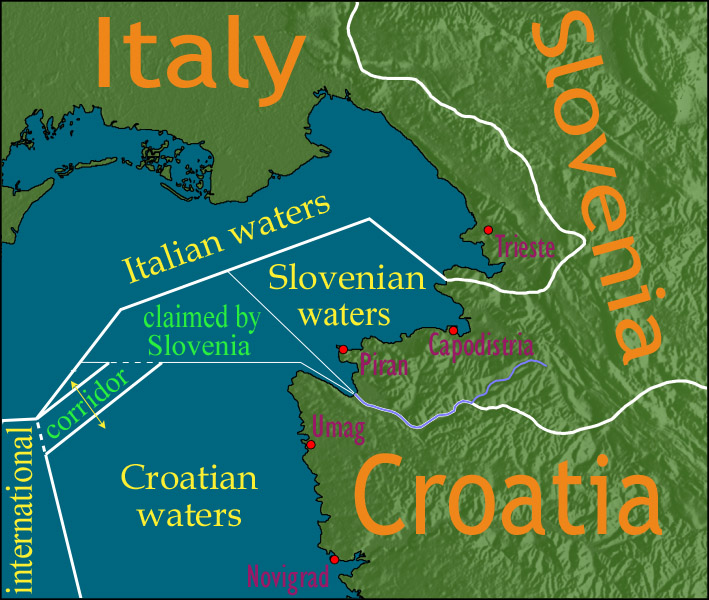
Conflictos marítimos en la bahía de Piran.

Hay incertidumbres sobre las fronteras marítimas entre los dos países. El diario Business SEE informa que este conflicto se remonta a la antigua Yugoslavia, con una gravedad (clasificación SEE) de nivel 2 (escala de 1 a 10, siendo 10 muy grave). Antes de la entrada de Croacia a la Unión Europea, Eslovenia se quejó de las dificultades impuestas por Croacia de tener acceso a aguas internacionales en la bahía de Piran.
La adhesión de Croacia a la Unión Europea el 1 de julio de 2013 resolvió la situación de los pasos de aduanas entre estos países que controlaban los vehículos, facilitando el acceso sin restricciones a Europa. El 6 de junio de 2010 se celebró en Eslovenia un referéndum para la aprobación del acuerdo de arbitraje internacional.